# Anatosaurus
Anatosaurus is een geslachtsnaam die vroeger gebruikt werd om een aantal fossielen van plantenetende ornithischische dinosauriërs behorende tot de Euornithopoda in onder te brengen. Tegenwoordig worden deze vondsten meestal in het geslacht Edmontosaurus ondergebracht. Naar keuze kan Anatosaurus annectens als een apart geslacht worden gezien.

## Vondst en naamgeving
In 1882 vonden Jacob Lawson Wortman en Russell S. Hill, werkend voor Edward Drinker Cope, bij de Black Hills van South Dakota een skelet met schedel. Cope wees het toe aan Diclonius mirabilis, een hernoeming van Trachodon mirabilis. Cope plande een publicatie, maar die zou nooit geschreven worden. In 1899 werd het specimen verkocht aan het American Museum of Natural History waar het het inventarisnummer AMNH 5730 kreeg.

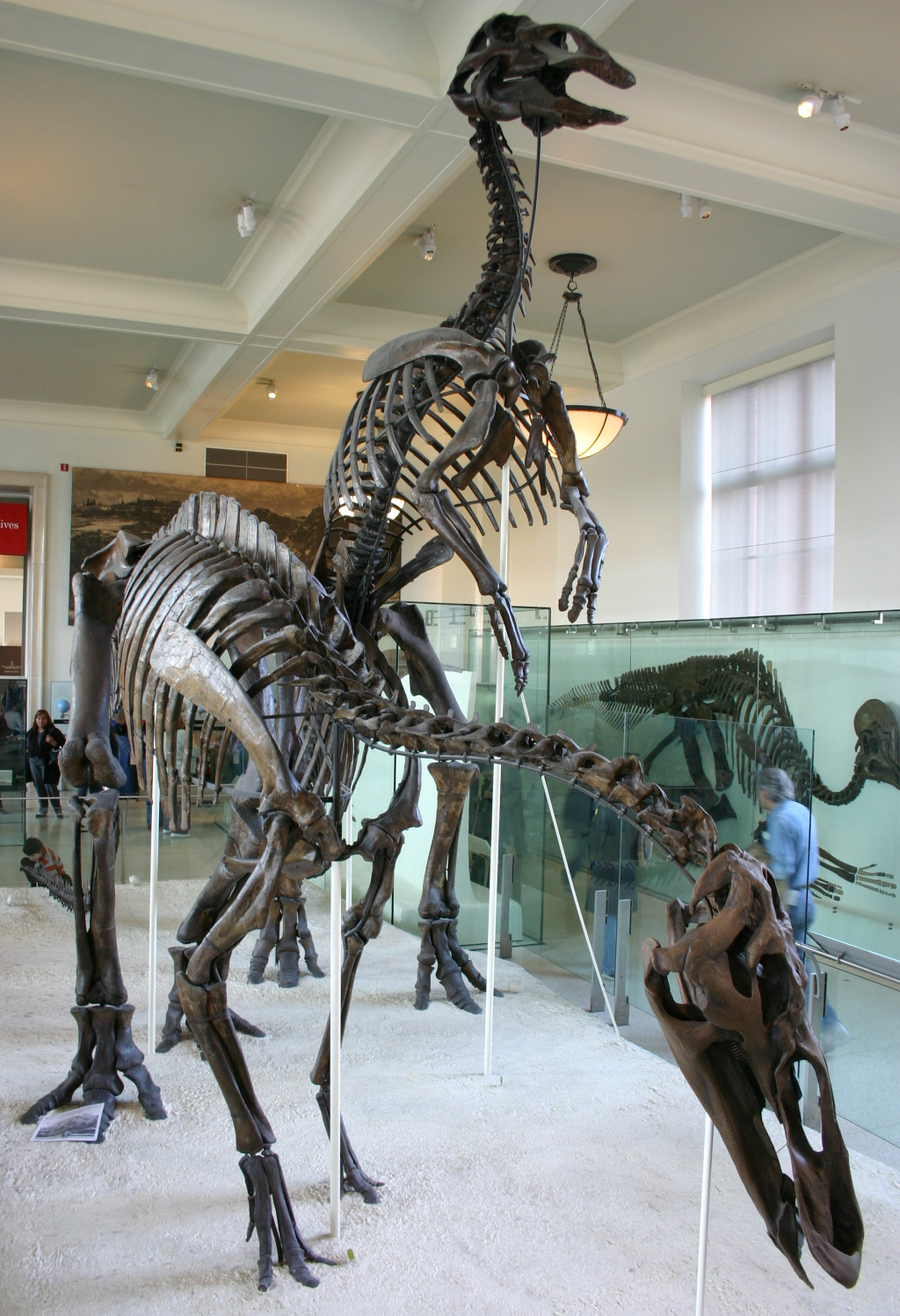
AMNH 5886 en AMNH 5730

In 1904 vond Oscar Hunter op zijn ranch in Montana een skelet. Dat verkocht hij voor een pistool aan cowboy Alfred Sensiba die het weer doorverkocht aan paleontoloog Barnum Brown welke het in 1906 opgroef. Dit specimen AMNH 5886 werd naast AMNH 5730 in het museum opgesteld onder de naam Trachodon mirabilis.
Intussen had John Bell Hatcher in 1891, werkend voor Othniel Charles Marsh, in Wyoming nog eens twee skeletten gevonden. Aangezien Marsh en Cope aartsrivalen waren, kon het niet uitblijven dat voor deze vondsten weer een aparte naam geschapen zou worden. In 1892 benoemde Marsh de nieuwe soort Claosaurus annectens. Het holotype is specimen USNM 2414 en het plesiotype YPM 2182. Het geslacht Claosaurus bestond al, maar de soortaanduiding is nieuw en betekent "verbindend". YPM 2182 werd in 1901 tentoongesteld en USNM 2414 in 1904. Ze waren toen de meest complete authentieke grote dinosauriërskeletten die opgesteld waren.
Dat niet onderkend werd dat "Trachodon mirabilis" en Claosaurus annectens dezelfde soort vertegenwoordigden, weerspiegelt mede het toenmalige gebrek aan inzicht over de anatomie en evolutie van de Hadrosauridae. De soortaanduiding annectens is daarvan een goed voorbeeld. Het dier heette "verbindend" omdat Marsh dacht dat het een verbinding was tussen tweevoetige vormen en viervoetige zoals Stegosaurus, een gedachte die naar moderne inzichten chronologisch en evolutionair onhoudbaar is. Hatcher was in 1902 de eerste die begreep dat AMNH 5730 en YPM 2182 één taxon vormde, maar vergrootte de verwarring slechts door van een Trachodon annectens te spreken. Zijn naamgeving werd ook niet algemeen aanvaard. Deze situatie werd zeker niet veroorzaakt door een gebrek aan goed materiaal: begin twintigste eeuw werden fossielen gevonden van zeer hoge kwaliteit.

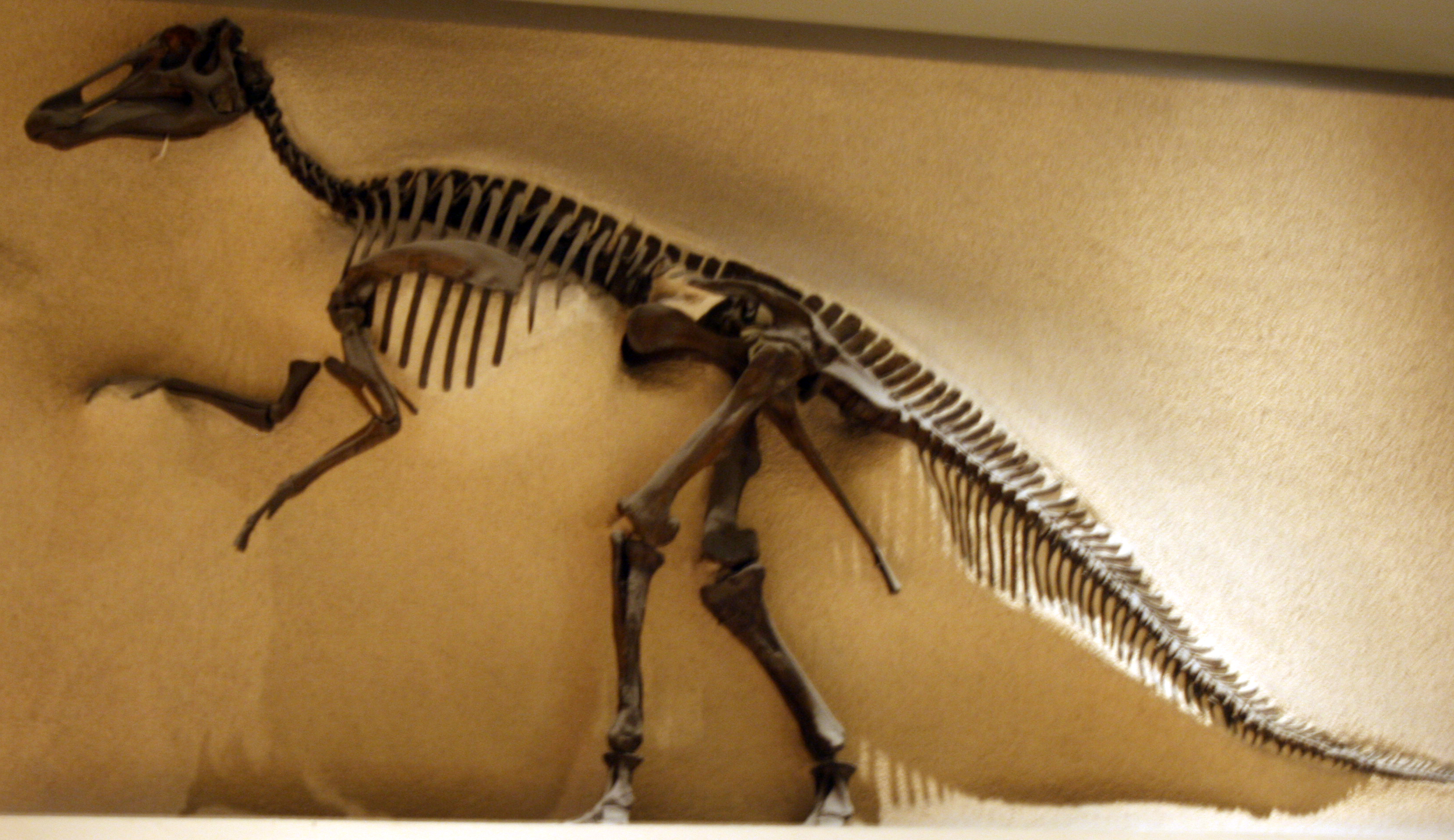
USNM 2414

In 1942 benoemden Richard Swann Lull en Nelda Wright een nieuw geslacht Anatosaurus om hadrosauride materiaal aan toe te wijzen. De naam is afgeleid van het Latijn anas, "eend", een verwijzing naar het feit dat Hadrosauridae wel duckbill dinosaurs worden genoemd. De typesoort is Claosaurus annectens Marsh 1892.
De nieuwe verwijzingen zijn per benoemde soort als volgt:
- A. annectens wordt sinds 1990 typisch toegewezen aan Edmontosaurus, als een Edmontosaurus annectens.
- A. longiceps (Othniel Charles Marsh, 1890) wordt nu gezien als een nomen dubium: het holotype, specimen YPM 616, is zo slecht, slechts een rechterdentarium zonder tanden, dat het niet met zekerheid aan enige soort kan worden toegeschreven.
- A. copei (Lull & Wright, 1942) ging eerst naar Anatotitan en toen naar Edmontosaurus.
- A. edmontonensis (Gilmore, 1922) opnieuw terug in Edmontosaurus.
- A. saskatchewanensis (C. M. Sternberg, 1926) (oorspronkelijk Thespesius), naar Edmontosaurus.

De combinatie Edmontosaurus annectens  is nomenclaturaal niet verplicht. Wie de typesoort van Edmontosaurus, E. regalis, niet met deze soort in één geslacht wil verenigen kan dus van een Anatosaurus annectens blijven spreken.
Als een Anatosaurus annectens is de soort van veel meer materiaal bekend dan E. regalis, vele duizenden exemplaren, waaronder ook jonge dieren en "dinosauriërmummies". Paul noemde het de dinosauriërsoort waarvan het uiterlijk het meest betrouwbaar vastgesteld kon worden. E. regalis leefde een zes miljoen jaar eerder dan Anatosaurus zodat er een duidelijke scheiding in tijd is. Morfologisch lijken beide vormen echter sterk op elkaar. Anatosaurus is wat langgerekter.

## Beschrijving

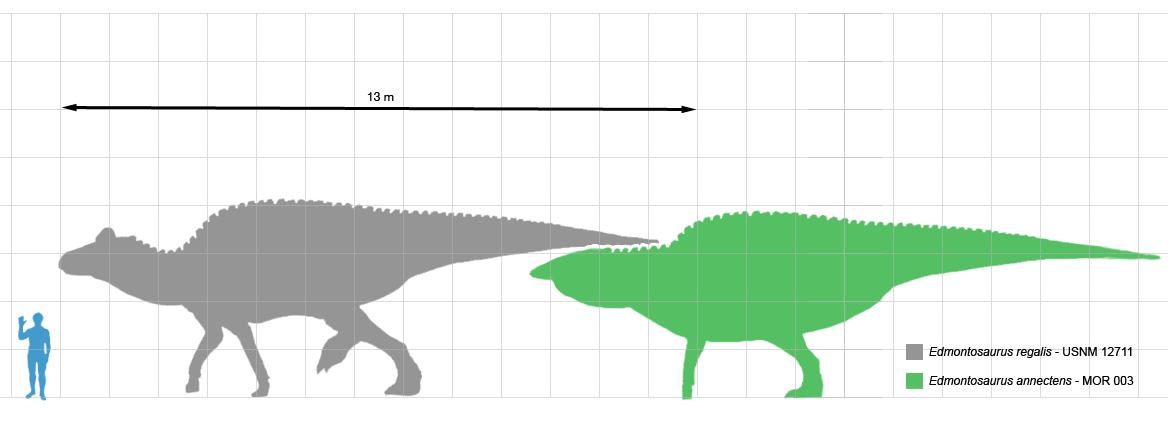
Anatosaurus, in het groen, vergeleken met E. regalis

Anatosaurus annectens wordt vertegenwoordigd door individuen die negen meter lang en 3,2 ton zwaar konden worden.
In 2011 werden verschillen aangegeven tussen E. annectens en E. regalis. Het gedeelte van de schedel gelegen vóór het neusgat is zeer lang. De neusholte heeft een slechts weinig uitgeholde achterste bovenhoek. De uitholling achter de oogkas is zwak ontwikkeld zodat de opgaande tak van het jukbeen recht is.
De wervelkolom van Anatosaurus bestaat uit twaalf halswervels, twaalf ruggenwervels, negen sacrale wervels en minstens dertig staartwervels.
In 2022 werd een specimen gemeld dat, ondanks het bereiken van een volwassen leeftijd, slechts driekwart van de lengte had van typische A. annectens-exemplaren en verder een uniek ruw type schubben bezat op de heupzone.

### De "mummies"
Charles Hazelius Sternberg vond in 1908 bij Lusk, Wyoming specimen AMNH 5060, de befaamde "dinosauriërmummie". Sternberg werkte op dat moment in opdracht van het British Museum of Natural History, maar Henry Fairfield Osborn van het American Museum of Natural History lukte het dit gewilde stuk voor hun neus weg te kapen door tweeduizend dollar te bieden. Vader en zoons Sternberg vonden in hetzelfde gebied in 1910 een tweede "mummie", specimen SM 4036 dat ze verkochten aan het Senckenberg Museum.
De "mummies" bestaan niet echt uit gemummificeerd weefsel. Het gaat om natuurlijke afgietsels van de weke delen in het omringende zandgesteente. De gemummificeerde indruk wordt versterkt door het feit dat de karkassen nog voor bedekt te worden door sediment sterk ingedroogd waren wat hun preservering aanzienlijk moet hebben bevorderd. Het afgietsel laat zien dat de huid van de romp talrijke verticale rimpels had.

## Levenswijze
De "mummies" bewaren ook een mogelijke maaginhoud die lijkt te duiden op een dieet van coniferen, aangevuld met zaden en fruit. Het voedsel werd afgebeten door de afhangende hoorsnavel en daarna vermalen door de tandbatterijen die wellicht ook wat om hun lengteas konden roteren, afhankelijk van de onderlinge beweegbaarheid van de schedelbotten, de mate waarvan omstreden is. Maagstenen zijn gemeld van "Claosaurus" annectens, maar zouden ook in het skelet kunnen zijn gespoeld.
In 2020 meldde een studie van 3013 exemplaren dat vooral de staart afwijkingen vertoonde. Dit zou het gevolg zijn van schade door het rennen waarin de staartspieren de stijve structuur ontwrichten maar ook het resultaat van botsingen tijdens het lopen in een kudde.